# Charles Nodier
Ne doit pas être confondu avec Charles Naudin.
Jean-Charles-Emmanuel Nodier, né le 29 avril 1780 à Besançon et mort le 27 janvier 1844 à Paris, est un écrivain, romancier et académicien français. On lui attribue une grande influence dans la naissance du mouvement romantique.

## Biographie

### Jeunesse
Fils d'Antoine-Melchior Nodier, ancien oratorien, admis dans la Congrégation de l'Oratoire en qualité de confrère laïc devenu avocat au parlement de Besançon, et de Suzanne Paris, qui aurait été sa servante, il fut légitimé lors de leur mariage le 12 septembre 1791. Désireux de lui voir faire des études classiques, son père lui apprit le latin, et il lisait dès dix ans des auteurs difficiles.

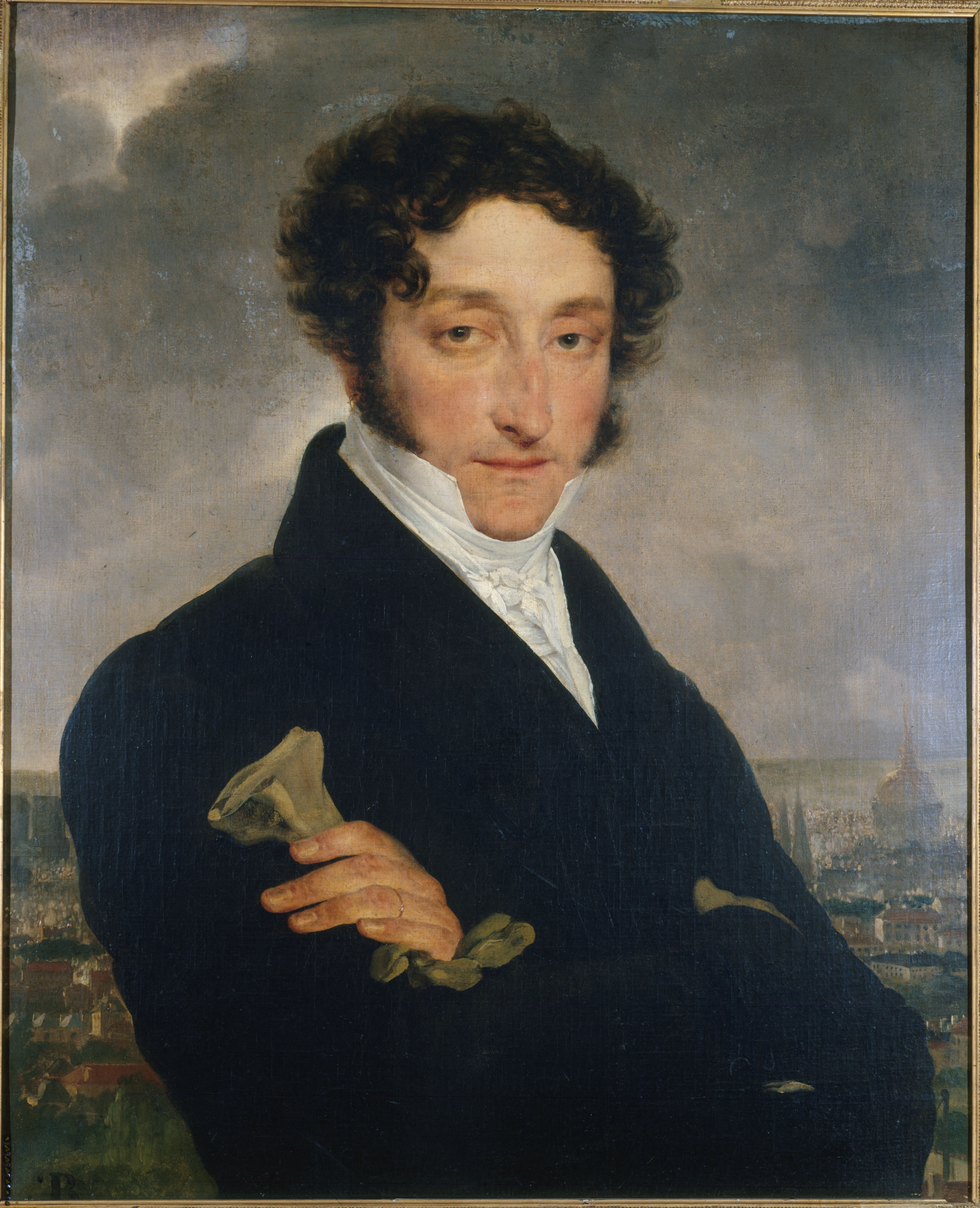
Portrait d'homme, jadis considéré comme un portrait de Charles Nodier, musée Carnavalet de Paris.

Son père fut élu maire de Besançon pour un an en novembre 1790, puis président de tribunal criminel départemental le 28 août 1791. Aussi, le 22 décembre suivant, alors qu'il était à peine âgé de 11 ans, Nodier prononça un discours patriotique à la Société des amis de la Constitution (Club des Jacobins) de sa ville natale, dont il devint membre en 1792. Ce premier exploit au service de la Révolution française ne l’empêcha pas de professer tout au long de sa vie des sentiments royalistes qui lui créèrent des ennuis sous l'Empire. Il n'en fréquenta pas moins les cercles politiques libéraux et même républicains. Nodier était surtout fondamentalement opposé au pouvoir despotique.
En 1793, il suivit des leçons de botanique, d'entomologie et de minéralogie auprès d'un ancien officier du génie, le chevalier Justin Girod de Chantrans, et se lia d'amitié avec François Luczot de La Thébaubais, qui venait d'être nommé à Besançon pour sa première affectation en sortant de l'École des Ponts-et-Chaussées. À la même époque, sur l'instance de Girod-Chantrans, il obtint la grâce de la petite nièce de l'abbé d'Olivet, que l'on avait arrêtée pour avoir envoyé de l'argent à un parent émigré, en menaçant son père, qui présidait le tribunal révolutionnaire, de se percer le cœur avec la pointe de son poignard.
Puis, au début de 1794, son père l'envoya étudier le grec sous la direction d’Euloge Schneider, éditeur d'un Anacréon allemand alors passé de l'état de grand-vicaire de l'évêque constitutionnel de Strasbourg à celui de rapporteur de la commission révolutionnaire extraordinaire du Bas-Rhin, auprès duquel il demeura jusqu'à son exécution le 1er avril. De retour à Besançon, il prononça en l'église Sainte-Madeleine, lors des célébrations du 28 juillet 1794, un éloge de Joseph Bara et de Joseph Agricol Viala sur l'invitation de la société populaire, club jacobin de la ville. Puis il partit pour Novillars chez Girod de Chantrans, où il séjourna plus d'un an.
Destitué de ses fonctions de juge le 18 janvier 1795, Antoine-Melchior Nodier les retrouva le 1er août suivant par un arrêté, puis fut nommé commissaire du Directoire près les tribunaux civil et criminel du Doubs le 2 décembre, avant de devenir professeur de législation à l’école centrale de Besançon, organisée et ouverte le 21 mars 1796. À la même époque, il y fit inscrire son fils comme étudiant. Là, Nodier eut le futur académicien Joseph Droz pour professeur et participa à la création d’une société secrète appelée les Philadelphes en 1797.
En 1798, il publie son premier ouvrage, en collaboration avec François Luczot de La Thébaubais: Dissertation sur l'usage des antennes dans les insectes, et sur l'organe de l'ouïe dans les mêmes animaux. Il s'agira de son unique publication d'histoire naturelle.

### Débuts littéraires

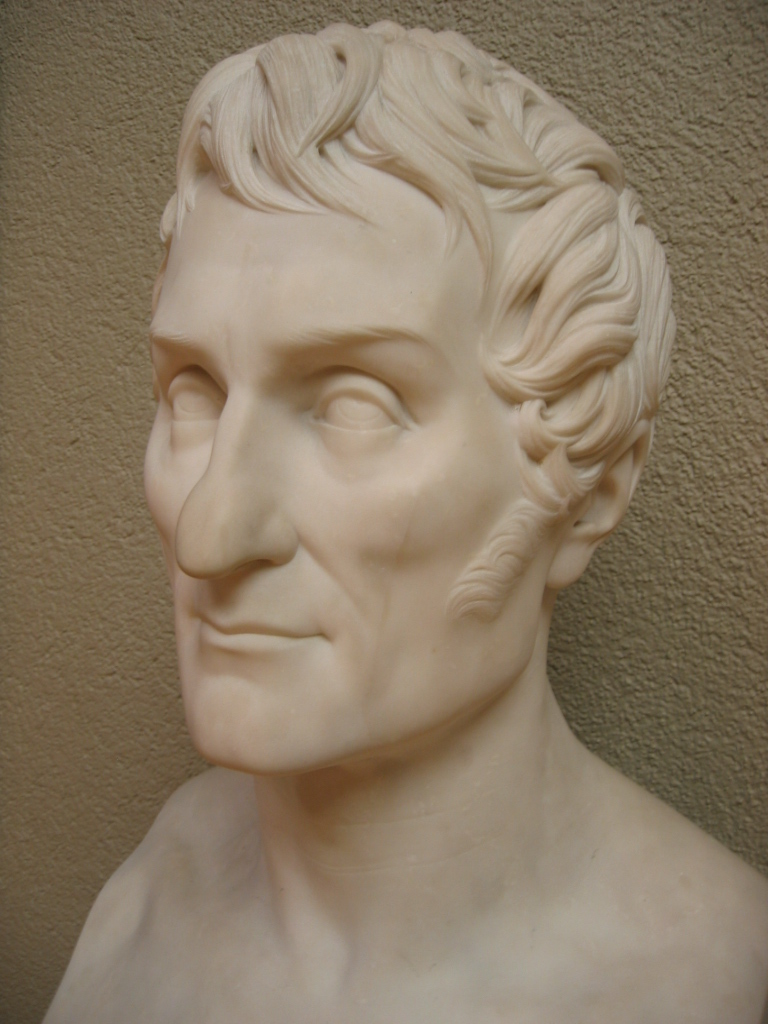
Buste en marbre de Charles Nodier, musée des beaux-arts et d'archéologie de Besançon.

Il fut nommé bibliothécaire adjoint de l’école centrale du Doubs le 31 octobre 1798. Le 12 août 1800, après la présentation, par les Philadelphes, d'une parodie des réunions des Jacobins, il s'enfuit et perdit son poste de bibliothécaire. La même année, il publia quelques brochures et trois poèmes dans un recueil édité par les Philadelphes, Essais littéraires par une société de jeunes gens, avant de collaborer, entre octobre et décembre, à l'éphémère Bulletin politique et littéraire de Doubs.
Après un séjour à Paris entre décembre 1800 et mars ou avril 1801, il reprit son poste de bibliothécaire. Après la publication des Pensées de Shakespeare, tirées à 12 exemplaires, il repartit en octobre pour Paris, où il écrivit son premier roman, Stella ou les proscrits, paru en 1802. Rentré à Besançon en mars 1802, il revint à Paris en 1803, où il collabora à la Décade philosophique et publia, sans succès, Le Dernier Chapitre de mon roman et Le Peintre de Salzbourg. Le 23 décembre suivant, dans une lettre au Premier Consul, il se dénonça comme l'auteur de La Napoléone, une ode écrite l'année précédente et dans laquelle il le critiquait, parue anonymement à Londres puis à Paris, ce qui lui valut d'être incarcéré 36 jours.
Libéré le 26 janvier 1804, il retourna en résidence surveillée à Besançon, où il écrivit les Essais d'un jeune barde puis publia, en 1806, Les Tristes ou Mélanges tirés des tablettes d'un suicidé, qui contenaient son premier conte fantastique, Une heure ou la Vision.
Le 4 juillet 1808, grâce à la protection du préfet Jean de Bry, il ouvrit un cours de littérature à Dole, où il épousa, le 31 août suivant, Désirée Charve,.
Sa carrière littéraire se poursuivit en 1808 avec la publication d’un Dictionnaire raisonné des onomatopées françaises. En août 1809, il entra en relations avec l'écrivain anglais Herbert Croft et Lady Mary Hamilton, installés à Amiens. Devenu leur secrétaire le 3 septembre, il réalisa pour eux de fastidieux travaux de copie littéraire et de correction d'épreuves, jusqu'à leur ruine, en juin 1810. Le ménage Nodier quitta alors Amiens pour Quintigny, où habitaient les parents Charve et où naquit leur fille, Marie-Antoinette-Élisabeth, le 22 avril 1811.
Après la parution des Questions de littérature légale, il fut nommé le 20 septembre 1812, bibliothécaire municipal à Laibach (Ljubljana), où il fut également directeur du Télégraphe officiel, journal officiel des provinces, et partit en décembre. De nos jours, l’Institut français de Ljubljana porte son nom. C'est là qu'il esquissa son roman basé sur des faits relatés dans la presse Jean Sbogar (Janez (Ivan) Žbogar) qui ne sera publié qu'en 1818. L'histoire se passe dans la région de Trieste, du château de Duino (Devin) et de Venise et met en scène des brigands qui à l'époque intimidaient les Français ainsi que les habitants locaux. Charles Nodier était fasciné par ces brigands auxquels il a consacré divers articles ainsi que ce roman qui sera lu plus tard par Napoléon à Sainte-Hélène.
Installé à Trieste, capitale des provinces illyriennes du 6 janvier au début de septembre 1813, il s'intéressait aux conditions des provinces Illyriennes, surtout à l'histoire de l'Illyrie. Il retourna à Quintigny au moment de l'évacuation des troupes françaises. Rentré à Paris en 1814 avec sa femme et sa fille Marie, il s'installa 17 rue des Trois-Frères, où naquit son fils Térence (mort en 1816), et devint rédacteur du Journal des Débats. Le 25 septembre, il reçut la décoration de la fleur de Lys par Louis XVIII, qui lui conféra également la Légion d'honneur en 1822.
Pendant les Cent-Jours, il fut l'hôte du duc de Caylus en son château de Buhy, près de Magny-en-Vexin. Rentré à Paris sous la Seconde Restauration, il reprit ses collaborations au Journal des Débats, auquel il donna plus de 200 articles jusqu'en novembre 1823, et publia l'Histoire des sociétés secrètes de l'armée en 1815, Jean Sbogar et une nouvelle édition des Fables de La Fontaine avec un commentaire littéraire et grammatical chez Alexis Eymery en 1818, et Thérèse Aubert en 1819. En juin de la même année, installé au 1, rue de Choiseul, il commença à collaborer au journal légitimiste Le Drapeau blanc, auquel il donna 26 articles jusqu'en février 1821, avant de rejoindre, en 1820, les royalistes Archives (puis Annales) de la littérature et des arts, auxquelles il donna 28 articles jusqu'en 1822.
Après l'édition en 1820 d'Adèle, Mélanges de littérature et de critique et de Lord Ruthwen ou les Vampires (une œuvre de Cyprien Bérard, directeur du théâtre de Vaudeville) et la création, le 13 juin, au théâtre de la Porte-Saint-Martin d'un mélodrame intitulé Le Vampire (en collaboration avec Carmouche et Jouffroy), il publia en septembre 1821 Smarra ou les Démons de la nuit. À partir du 15 janvier 1821, il collabora au journal La Quotidienne, auquel il donna 70 articles jusqu'au 10 juillet 1830 et dans lequel il présenta aux lecteurs les œuvres de Walter Scott, Rabelais, Marot, et aussi Lamartine, Byron et Victor Hugo. Puis, le 10 mai, il entra à La Foudre, où il fit paraître 15 articles jusqu'au 20 août 1823. La même année naquit un second fils, Amédée, qui mourut peu après.
Le 13 juin 1821, il partit pour l'Écosse, où il passa l'été et dont il fit le récit dans Promenade de Dieppe aux montagnes d’Écosse, paru en novembre.
En 1822, installé au 4, rue de Provence, il publia un recueil d'Infernalia puis, en juillet, Trilby ou le lutin d’Argail, un conte fantastique situé en Écosse et qui inspira Adolphe Nourrit pour le livret du ballet La Sylphide.

### L'Arsenal

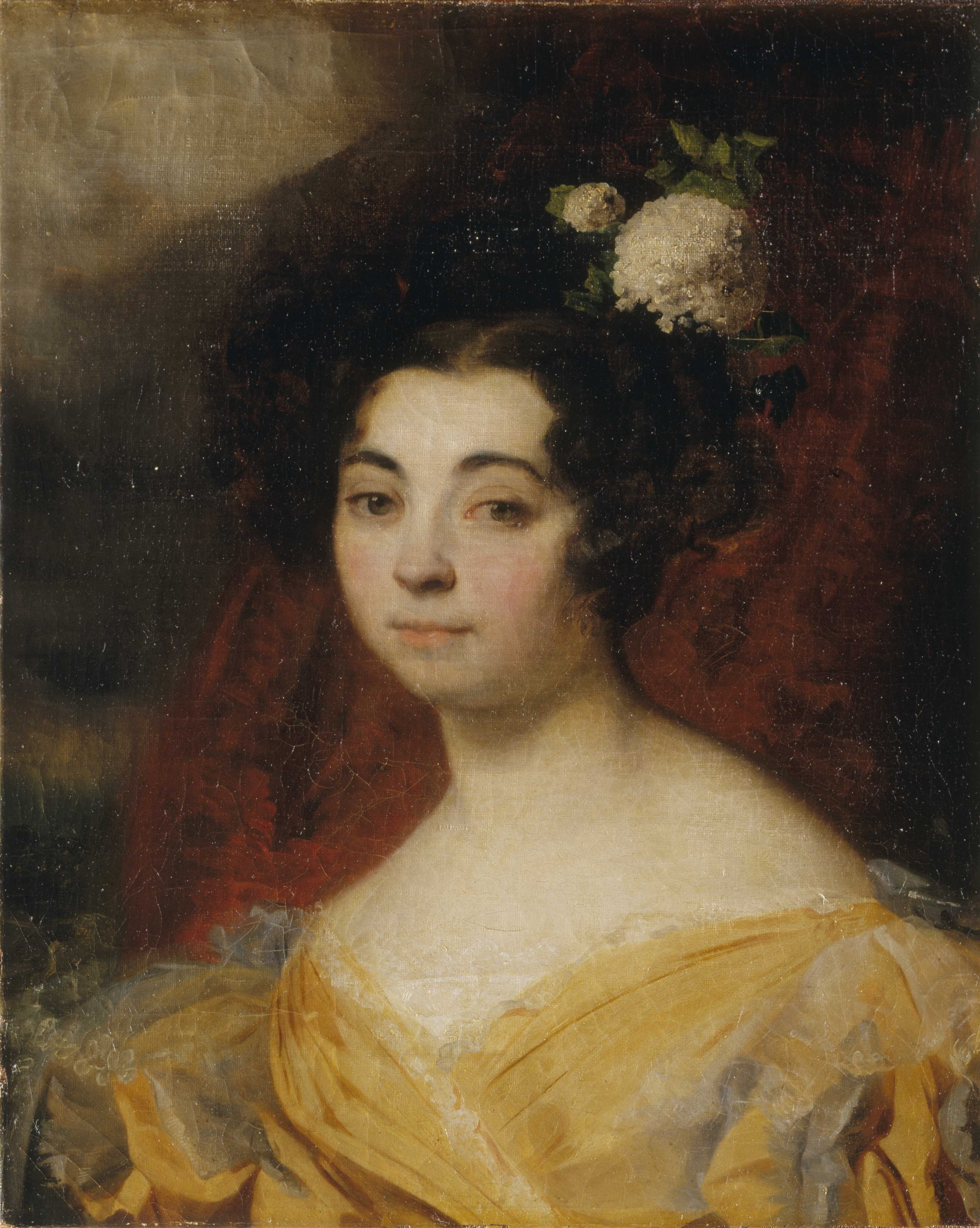
Sa fille Marie Nodier - Peinture de Jean Gigoux, musée des beaux-arts et d'archéologie de Besançon.

Le 3 janvier 1824, il fut nommé bibliothécaire du comte d’Artois, futur Charles X, au sacre duquel il assista, à Reims, le 29 mai 1825, en compagnie de Victor Hugo. Les Nodier s'installèrent le 14 avril à l'Arsenal. Ce poste lui permit de tenir un salon littéraire,, le « Cénacle », et de promouvoir le romantisme. Alexandre Dumas a donné dans ses mémoires une description de ce salon où se croisèrent tous les futurs grands noms de la littérature romantique française. Après s'être exprimé sur le charme avec lequel Nodier savait conter quelque récit, l'auteur des Trois Mousquetaires poursuit ainsi : « On n'applaudissait pas, non, on n'applaudit pas le murmure d'une rivière, le chant d'un oiseau, le parfum d'une fleur. Mais le murmure éteint, le chant évanoui, le parfum évaporé, on écoutait, on attendait, on désirait encore. Mais Nodier se laissait glisser doucement du chambranle de la cheminée dans son grand fauteuil ; il souriait, il se tournait vers Lamartine ou vers Hugo : « Assez de prose comme cela, disait-il ; des vers, des vers, allons ? » Et sans se faire prier, l'un ou l'autre poète, de sa place, les mains appuyées au dossier d'un fauteuil ou les épaules assurées contre le lambris, laissait tomber de sa bouche le flot harmonieux et pressé de la poésie. » C'est au cours d'une de ces réunions que fut récité pour la première fois le fameux Sonnet d'Arvers.

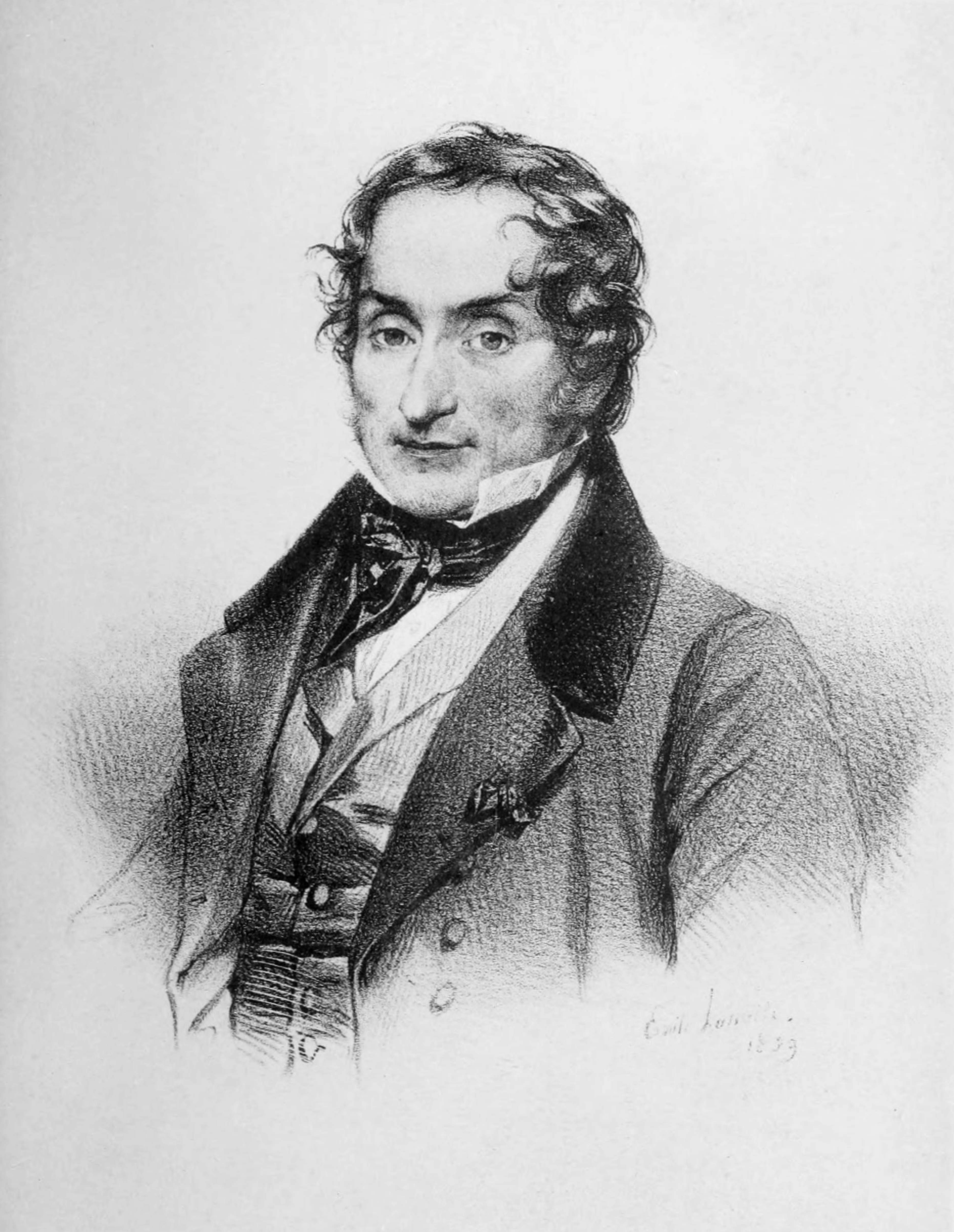
Lithographie de Charles Nodier, parue dans la revue Cénacle de la Muse française (1827).

Après la parution d'un recueil de Poésies diverses en 1827, de son important Examen critique des dictionnaires de la langue française en 1828 de l'ensemble de ses Poésies et des Mélanges tirés d'une petite bibliothèque en 1829, il commença à écrire en avril 1829 dans la Revue de Paris, où il prépublia presque toute son œuvre jusqu'à sa mort. Le 26 février, il fit paraître un article hostile sur Le Dernier jour d'un condamné dans le Journal des débats, puis, brouillé avec Hugo, peut-être parce que le poète était en train de le supplanter à la tête du Cénacle romantique, fit une allusion venimeuse aux Orientales dans un article sur Byron donné à La Quotidienne, le 1er novembre.
En janvier 1830, il publia une curieuse fantaisie inspirée par Laurence Sterne, Histoire du roi de Bohême et de ses sept châteaux, puis De quelques phénomènes du sommeil. Le 18 février 1830, sa fille Marie se maria avec Jules Mennessier, secrétaire-rédacteur au ministère de la Justice né à Nancy le 13 avril 1802 qui devint secrétaire du garde des Sceaux en 1832; le couple s'installa à l'Arsenal.
Révoqué le 22 juillet 1830 par Polignac, il fut rétabli dans ses fonctions par Louis-Philippe quand la bibliothèque passa à l'État, le 9 août.
1832 vit la publication de La Fée aux miettes, de Jean-François les Bas-bleus et le début de l'édition de ses Œuvres complètes qui comprend 14 volumes.
Le 17 octobre 1833, après deux échecs, il fut élu à l’Académie française au siège 25 en remplacement de Jean-Louis Laya. L’année suivante, il fonda avec le libraire Techener le Bulletin du bibliophile, auquel il donna régulièrement des notices jusqu'en 1843.
Pour la première fois de sa vie, il menait une existence loin des tumultes, reconnu par ses pairs et apprécié du gouvernement. Son poste de bibliothécaire de l’Arsenal lui donnait accès à de nombreux livres rares et le temps de se consacrer à l’étude des multiples sujets qui l’intéressaient.
Le 10 octobre 1832 naquit sa petite-fille Berthe Mennessier, suivie le 6 janvier 1836 d'Emmanuel Mennessier, fondateur de la branche actuelle des Mennessier Nodier, puis de Marie-Thècle le 18 octobre 1838 et de Marie-Victoire le 11 février 1842.
Il mourut à l'Arsenal, à Paris, le 27 janvier 1844 à 63 ans. Il était à l'époque membre de la quatrième société du Caveau. Il fut enterré au cimetière du Père-Lachaise dans une tombe toute proche de celle que vint occuper quelque temps plus tard Honoré de Balzac. Son épouse mourut à son tour à l'Arsenal le 10 juillet 1856.

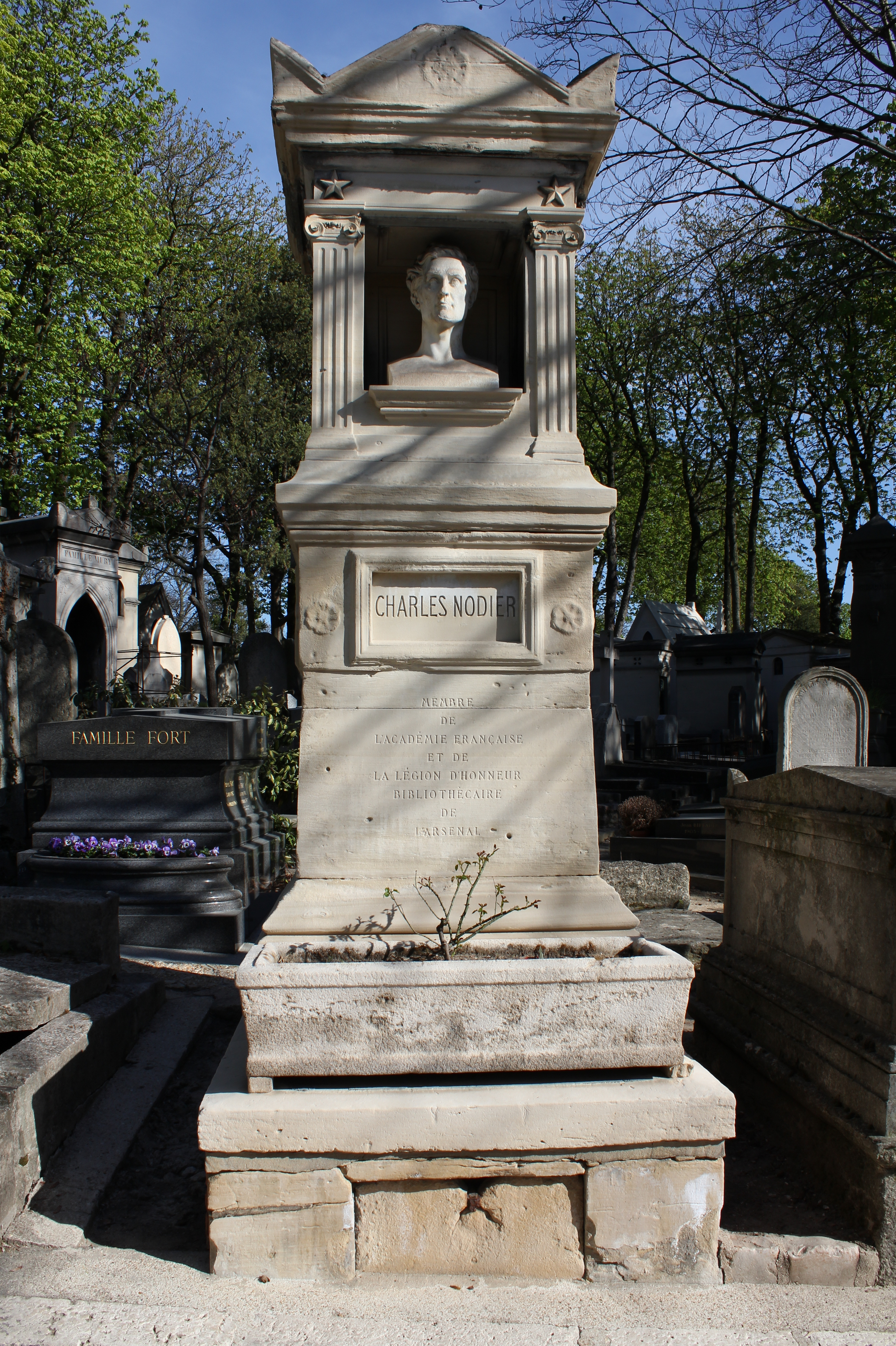
Tombe de Charles Nodier (cimetière du Père Lachaise, division 49).

Victor Hugo, Alfred de Musset et Sainte-Beuve reconnurent son influence et ses dons remarquables d'assimilation et de vulgarisation. Il a grandement participé à l'entreprise de redécouverte de la poésie française du XVIe siècle, remettant au goût du jour Ronsard. Il a également collaboré avec ses amis Taylor, Cailleux et Blanchard à la grande œuvre, unanimement admirée à son époque, des Voyages pittoresques et romantiques dans l'ancienne France, véritable monument du pré-romantisme, qui attacha définitivement le sentiment romantique au spectacle émouvant de l'architecture ancienne.
Son poème Le Vieux Marinier, publié en 1832 dans la revue Le Talisman, sans écarter l'idée qu'il ait pu directement l'inspirer, peut être vu comme « une anticipation troublante du Bateau ivre qui [projette le lecteur] dans une hallucination mystérieuse dérivant au gré du flux de ses vers magnifiques ».

## Distinctions
- Chevalier de la Légion d'honneur (1822)

## Membre de sociétés savantes

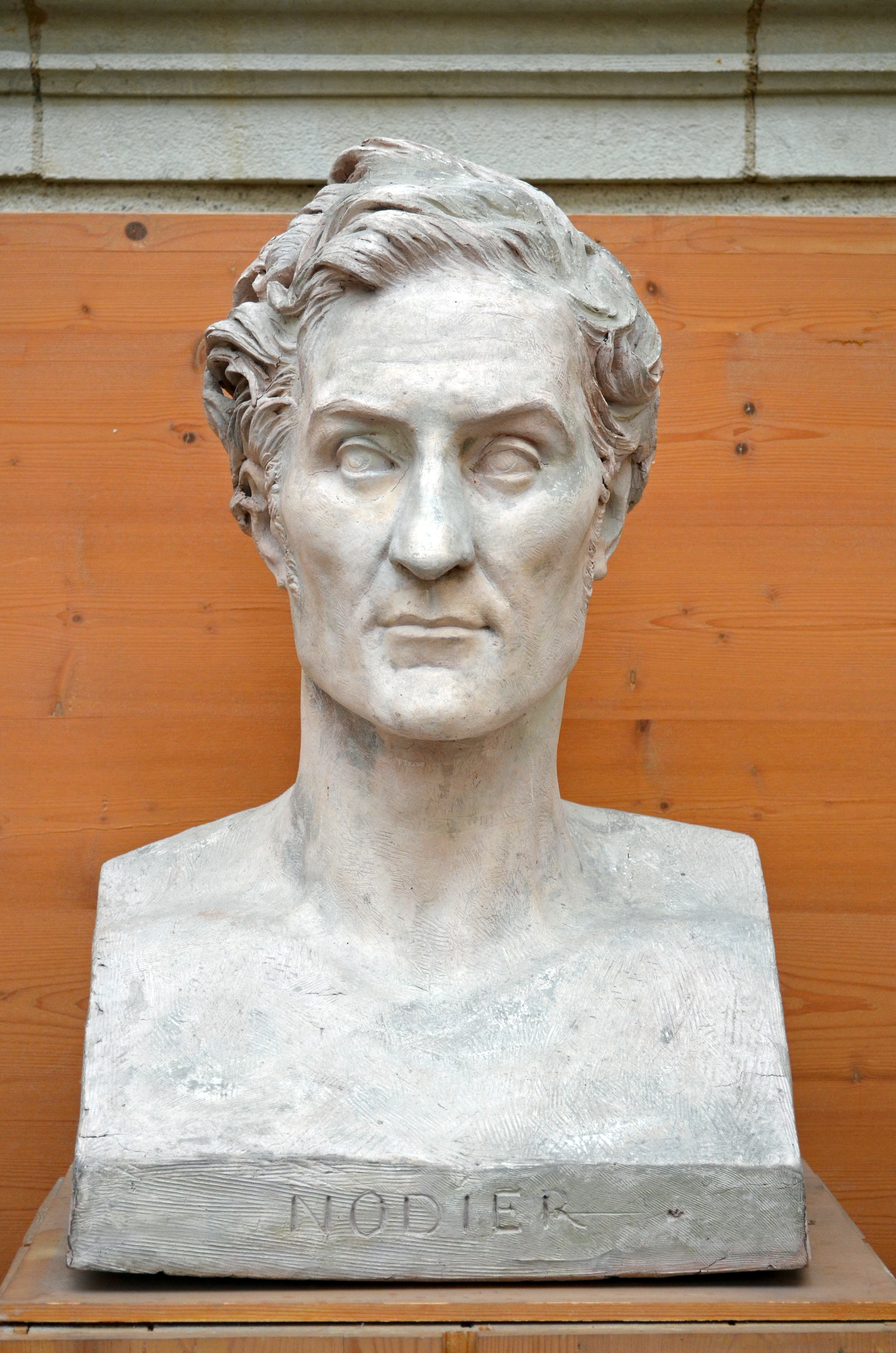
Buste de Charles Nodier par le sculpteur David d'Angers (1845).

- Académie des sciences, belles-lettres et arts de Besançon et de Franche-Comté[23]
- Académie française (1833)
- Société des antiquaires de France (1810)[23]

## Œuvre
Charles Nodier fut l’un des auteurs les plus prolifiques de la langue française. La liste jointe ne reprend qu’une petite partie de ses publications.

## Éditions
- Nodier, Contes, Bibliothèque du Bibliophile (Romantiques), éditeur H. Lardanchet, Lyon, 1914 et  éd. Pierre-Georges Castex, Garnier, coll. « Classiques Garnier », 1961.
- Charles Nodier, L'Amateur de livres, Le Castor Astral, 1993, édition présentée par Jean-Luc Steinmetz.

#### Études générales
- Charles Asselineau, « Nouvelle étude sur Charles Nodier », Bulletin du bibliophile,‎ 1867, p. 97-109 (lire en ligne [PDF]).
- Albert Aubert, « Charles Nodier : notice littéraire », La Revue indépendante, vol. 12,‎ 1844, p. 463-480 (lire en ligne [PDF]).
- Charles Broyer, La Jeunesse agitée de Charles Nodier en Franche-Comté…, Bourg, Impr. de Berthod, 1936, 15 p., in-8°. — Extrait du Bulletin de la Société des naturalistes et archéologues de l’Ain, n° 50, 1936, p. 271-285 [lire en ligne].
- Les Cahiers du Sud, vol. XXXII, no  304 : Charles Nodier l'annonceur..., Paris et Marseille, Éd. des Cahiers du Sud, 1950, in-8°, p. 353-532. — Contient notamment : Albert Béguin, Charles Nodier ou l’Enfance restaurée [lire en ligne], p. 353-357 ; Yanette Delétang-Tardif, « Je visite les soleils... » [lire en ligne], p. 358-363 ; Jean Richer, Nodier et Nerval [lire en ligne], p. 364-371 ; Textes de Charles Nodier [lire en ligne], p. 372-386.
- Auguste Cavalier, Charles Nodier, de l’Académie française (1780-1844), Paris, Maison de la bonne presse, coll. « Les Contemporains » (no 453), 16 juin 1901, 16 p., grd in-8° (lire en ligne).
- Charles Nodier (par Pierre Paraf, Hubert Juin, Jean-Luc Steinmetz… et al.), Paris, Éditeurs français réunis, 1980, 248 p., in-8°. — Constitue le numéro double 614-615 de la revue Europe, juin-juillet 1980.
- Alain Chestier, Charles Nodier : du proscrit à l’immortel, récit, Bière et Divonne-les-Bains, Éd. Cabédita, coll. « Des hommes et des lieux », 2015, 146 p., in-8° (ISBN 978-2-88295-728-3). — Bibliogr.
- Jules Claretie, « Charles Nodier et sa jeunesse », dans Ruines et fantômes, Paris, Éd. Bachelin-Deflorenne, 1874, 341 p., in-12 (lire en ligne [PDF]), p. 144-155.
- Anatole de Claye, Quelques notes sur Charles Nodier : pour servir de préface à l’édition de Inès de las Sierras…, Paris, A. Ferroud, 1897, XVIII, in-4° (lire en ligne [PDF]).
- Jacques-Rémi Dahan, Visages de Charles Nodier, Paris, Presses de l’Université Paris-Sorbonne, coll. « Mémoire de la critique », 2008, 306 p., in-8° (ISBN 978-2-84050-584-6). — Bibliogr.
- Marius Dargaud, Charles Nodier, 1780-1844 : la commémoration du centenaire de sa mort sous l’oppression, Paris, Éd. L. Giraud-Badin, 1947, 12 p., in-8°. — Extrait du Bulletin du bibliophile.
- Marius Dargaud, Exposition organisée à la Chambre de commerce de Lons-le-Saunier, par le Comité des amis jurassiens de Charles Nodier à l’occasion du centenaire de sa mort, 5-6 février 1944 : catalogue, Lons-le-Saunier, Impr. de M. Declume, 1944, 39 p., in-4°.
- Edmund Irving Duban, Charles Nodier : les années de jeunesse et de formation, 1780-1803, S. l., s. n., 1952, X-766 p., grd in-8°. — Tapuscrit.
- Edmund Irving Duban, Lettres et documents inédits de Charles Nodier ; suivis de quelques notes bibliographiques, Paris, Université Paris-Sorbonne (thèse complémentaire), 1952, III-308 p., grd in-8°.
- Charles-Guillaume Étienne, Funérailles de Charles Nodier : discours de M. Étienne…, Paris, Impr. de Firmin-Didot frères, 1844, 4 p., in-4° (lire en ligne). — Discours prononcé le 29 janvier 1844.
- Antoine Fontaney, « Des œuvres de M. Charles Nodier », Revue des Deux Mondes, vol. 8,‎ 1832, p. 116-124 (lire en ligne [PDF]).
- Annie Gay, Alain Chestier et Jacques Geoffroy, Il était une fois Nodier, Dole, Dmodmo éd., 2008, 223 p., in-8° (ISBN 978-2-916295-14-5). — Bibliogr.
- Georges Gazier, Un manuscrit autobiographique inédit de Charles Nodier : discours prononcé au Congrès de l’Association franc-comtoise, tenu à Besançon, le 1er août 1904, Besançon, Impr. de Dodivers, 1905, 11 p., in-8°. — Extrait des Mémoires de la Société d’émulation du Doubs, 7e série, t. VIII, 1903-1904, p. 271-279 [lire en ligne].
- Édouard Grenier, « Charles Nodier et Musset », dans Souvenirs littéraires, Paris, Éd. A. Lemerre, 1894, 347 p., in-8° (lire en ligne [PDF]), p. 68-90.
- Ulric Guttinguer, Les Funérailles de Charles Nodier : 29 janvier 1844, Saint-Germain, Imprimerie de Beau, [1844], 7 p., in-4° (lire en ligne [PDF]).
- Marguerite Henry-Rosier, La Vie de Charles Nodier, Paris, Éd. Gallimard, coll. « Vie des hommes illustres » (no 79), 1931, 260 p., in-12. — Court extrait disponible sur Gallica : [lire en ligne].
- Jules Janin, « Prospectus pour les œuvres de Charles Nodier (1832) », Bulletin du bibliophile,‎ 1863, p. 1-7 (lire en ligne [PDF]).
- Hubert Juin, Charles Nodier…, Paris, P. Seghers, coll. « Écrivains d’hier et d’aujourd’hui » (no 33), 1970, 188 p., in-12. — Avec un choix de textes de Charles Nodier.
- Antoine Le Roux de Lincy, Biographie de Charles Nodier, Paris, Impr. de Panckoucke, 1844, 16 p., in-8°. — Extrait du Moniteur universel, 2 mars 1844 [lire en ligne], p. 473-474.
- Louis de Loménie, M. Charles Nodier, Paris, Éd. A. René, coll. « Galerie des contemporains illustres » (no VII), 1842, 40 p., in-12. — Réédité dans : Galerie des contemporains illustres (du même auteur ; avec une lettre-préface par François-René de Chateaubriand), t. 2, Bruxelles, Méline, Cans et compagnie, 1848 (lire en ligne [PDF]), p. 203-212.
- Jules Marsan, Notes sur Charles Nodier : documents inédits, Toulouse, Éd. E. Privat, 1912, 27 p., in-8°. — Extrait des Mémoires de l’Académie des sciences, inscriptions et belles-lettres de Toulouse, 10e série, t. XII, p. 81-103 [lire en ligne].
- Marie Mennessier-Nodier, Charles Nodier : épisodes et souvenirs de sa vie, Paris, Éd. Didier, 1867, 370 p., in-12 (lire en ligne [PDF]). — Par la fille de Charles Nodier.
- Prosper Mérimée, « Charles Nodier », dans Portraits historiques et littéraires, Paris, Éd. Michel-Lévy, 1874, II-359 p., in-18 (lire en ligne [PDF]), p. 111-145.
- Émile Montégut, « Charles Nodier », dans Nos morts contemporains, t. 1, Paris, Éd. Hachette, 1883, 379 p., in-16 (lire en ligne [PDF]), p. 85-197.
- Nodier (sous la dir. de Georges Zaragoza), Dijon, Éd. EUD, coll. « Publications de l’Université de Bourgogne » (no 95), 1998, 129 p., in-8° (ISBN 2-905965-31-2).
- Charles Nodier (avec une introd. sur le « roman personnel » par Jean Larat), Moi-même : ouvrage inédit, Paris, Éd. É. Champion, 1921, 71 p., in-8° (lire en ligne [PDF]).
- Ludovic O'Followell, « Charles Nodier », dans La Vie manquée de Félix Arvers, Largentière, Humbert et fils, 1947, 259 p., in-16 (lire en ligne), p. 7-33. — Chapitre intégral disponible sur Gallica avec un court extrait du chapitre suivant : Le Salon de l'Arsenal [lire en ligne].
- Odile Paris, Charles Nodier : 1780-1844, Besançon, Bibliothèque municipale, 1980, 23 p., in-8°. — Catalogue de l’Exposition Charles Nodier (Bibliothèque municipale de Besançon, décembre 1980-janvier 1981).
- Victor Pavie, Les Revenants : Charles Nodier, Angers, Éd. Germain et G. Grassin, 1883, 31 p., in-8°. — Extrait de la Revue de l’Anjou, vol. 5, décembre 1882, p. 269-297 [lire en ligne].
- Charles-Augustin Sainte-Beuve, « Poètes et romanciers modernes de la France, XXXVII : Charles Nodier », Revue des Deux Mondes, vol. 22,‎ 1840, p. 377-409 (lire en ligne [PDF]).
- Marcel Thiébaut, « À propos de Charles Nodier », Revue de Paris, vol. 5,‎ septembre-octobre 1931, p. 209-229 (lire en ligne [PDF]).
- Charles Thuriet, Charles Nodier, écrivain franc-comtois, Lons-le-Saunier, L. Declume, 1889, 27 p., in-8°. — Extrait des Mémoires de la Société d'émulation du Jura, vol. 4, 1888, p. 89-115 [lire en ligne].
- Henri Tivier, « Deux ans de la vie de Charles Nodier », Mémoires de l’Académie des sciences, des lettres et des arts d'Amiens, vol. 46,‎ 1899, p. 99-124 (lire en ligne [PDF]).
- Jean Vartier, Fanfan-la-Conspiration ou la Vie aventureuse de Charles Nodier, Nancy, Éd. de L'Est républicain, coll. « Classiques de nos terroirs » (no 2), 1986, 215 p., in-8° (ISBN 2-86955-012-X). — Bibliogr. — Court extrait lire en ligne sur Gallica.
- Francis Wey, Joseph Techener et Eugène Duverger, Vie de Charles Nodier, de l’Académie française, Paris, Éd. J. Techener, 1844, 36 p., in-8°. — Extrait de : Charles Nodier, Description raisonnée d'une jolie collection de livres : nouveaux mélanges tirés d'une petite bibliothèque, Paris, Téchener, 1844, 492 p., in-8° (lire en ligne [PDF]), p. 1-36.
- Georges Zaragoza, Charles Nodier, le dériseur sensé, Paris, Klincksieck, 1992, 268 p., in-8° (ISBN 2-252-02827-0). — Bibliogr., choix de témoignages.

#### Études thématiques
- Amaury-Duval, « Les Soirées de l’Arsenal », dans Souvenirs : (1829-1830), Paris, Éd. Plon, Nourrit et Cie, 1885, VI-256 p., in-8° (lire en ligne [PDF]), p. 1-31.
- Virginie Ancelot, « Le Salon de Charles Nodier à l’Arsenal », dans Les Salons de Paris : foyers éteints, Paris, Éditions Jules Tardieu, 1858, 245 p. (lire sur Wikisource, lire en ligne [PDF]), p. 123-142.
- Théodore Anne, « Des Grecs, du genre dit romantique, et de M. Charles Nodier », La Foudre,‎ 1821, p. 374-377 (lire en ligne [PDF]).
- Didier Barrière, « Mais que faisait donc le bibliothécaire Charles Nodier à l’Arsenal ? », Bulletin du bibliophile, 2000, 2, p. 286‑318.
- Louis Batiffol, Le Salon de Charles Nodier et les romantiques, Paris, A. Morancé, 1927, 24 p., in-4°. — Catalogue de l’Exposition Charles Nodier (Paris, Bibliothèque de l'Arsenal, 6 mai 1927). Contient aussi : Réponse à M. Charles Nodier, par Alfred de Musset [lire en ligne], et Les Soirées de l’Arsenal, par Alexandre Dumas [lire en ligne].
- Léon Baudin, Charles Nodier médecin et malade : étude médico-littéraire, Besançon, Impr. de la veuve P. Jacquin, 1902, 30 p., in-8°. — Extrait des Mémoires de l’Académie de Besançon, 1902, p. 206-233 [lire en ligne].
- Georges Bergner, « Le Salon de Charles Nodier », L'Alsace française, no 24,‎ 11 juin 1927, p. 471-472 (lire en ligne [PDF]). — Article signé « G. B. ».
- Maurice Billey, Un magistrat révolutionnaire : le père de Charles Nodier, Besançon, Impr. Le Comtois, s. d., 50 p., in-8°. — Extrait du Bulletin de la Fédération des sociétés savantes de Franche-Comté, n° 2, 1955, p. 116-165. Concerne Antoine-Melchior Nodier.
- Honoré Bonhomme, « Bibliophiles français sous le Premier Empire et la Restauration, II : Charles Nodier », Revue de France, vol. 11,‎ 1874, p. 842-850 (lire en ligne [PDF]).
- Philoxène Boyer, « Charles Nodier poëte », Bulletin du bibliophile,‎ 1862, p. 834-839 (lire en ligne [PDF]).
- Gustave Brunet (éd. par Paul Lacroix), « Notice sur quelques travaux littéraires et bibliographiques de Charles Nodier », Bulletin du bibliophile,‎ 1863, p. 358-366 (lire en ligne [PDF]).
- « Charles Nodier et la pratique de Polichinelle », Almanach de la Champagne et de la Brie,‎ 1858, p. 123-127 (lire en ligne [PDF]). — Anonyme.
- Léopold Derôme, « Services rendus par Charles Nodier à la conservation des livres », dans Les Éditions originales des Romantiques : causeries d'un ami des livres, t. 1, Paris, E. Rouveyre, 1887 (lire en ligne), p. 181-224.
- René Doumic, « Charles Nodier et les débuts du romantisme », Revue des Deux Mondes, vol. 42,‎ 1907, p. 921-932 (lire en ligne [PDF]).
- Alexandre Dumas (éd. par Paul Lacroix), « Charles Nodier à l'Arsenal », Bulletin du bibliophile,‎ 1864, p. 1037-1071 (lire en ligne [PDF]).
- Alexandre Dumas, « La Maison de Charles Nodier », La Sylphide, vol. 2,‎ 1863, p. 138-139 (lire en ligne [PDF]).
- Paul Fabre, Charles Nodier naturaliste et médecin, sa théorie du choléra, sa dernière maladie : études de littérature médicale, Montluçon, Impr. du Centre médical, 1897, 16 p., in-8° (lire en ligne [PDF]).
- Paul Féval (préf. Maurice Tourneux), Le Premier amour de Charles Nodier, Paris, Libr. A. Rouquette, 1900, VII-36 p., in-8°. — Précédente édition sous un titre différent : « Clémentine ! le premier amour de Charles Nodier », dans Paul Féval, Douze femmes, Paris, E. Dentu, 1878 (lire en ligne [PDF]), p. 109-128.
- Fabrizio Frigerio, Les structures du fantastique dans les Contes de Charles Nodier, Genève, Université de Genève (mémoire de Licence ès Lettres sous la dir. de Jean Rousset), 1975, 103 p., 30 cm.
- Georges Gazier, « Nodier à l’Arsenal, d'après les carnets de voyage de son ami Ch. Weiss », Revue d'histoire littéraire de la France, no 1,‎ janvier-mars 1924, p. 419-433 (lire en ligne [PDF]).
- Lenka Glozancev (sous la dir. de Bostjan Marko Turk), Charles Nodier et la culture slovène : diplomsko delo, Ljubljana, Université de Ljubljana (thèse), 2012, 102 p., grd in-8°.
- Romain Grille, « L’Académicien Nodier chez Guignol : souvenir des Revenants, de Victor Pavie », Mémoires de la Société nationale d’agriculture, sciences et arts d’Angers, vol. 4,‎ 1891, p. 259-262 (lire en ligne [PDF]). — « Fantaisie poétique. »
- Antoine Guillois, « Les Livres de Charles Nodier », Bulletin du bibliophile,‎ 1912, p. 461-478 (lire en ligne [PDF]).
- Bernard Hautecloque , "Charles Nodier, portraitiste de Fouché" p. 356 dans Dictionnaire Fouché, Sutton Editions, 2019
- Louis Hermenous, « Charles Nodier en linguistique », Bulletin de l’Académie delphinale, vol. 1,‎ 1846, p. 714-720 (lire en ligne [PDF]). * Jules Janin, « Charles Nodier, Victor Hugo et le comte Alfred de Vigny chez M. de Lamartine, au château de Saint-Point », Bulletin du bibliophile,‎ 1865, p. 361-373 (lire en ligne [PDF]).
- René Jouanne, Une curieuse consultation grammaticale de Charles Nodier, Alençon, Impr. alençonnaise, 1938, 6 p., in-8°. — Extrait du Bulletin de la Société historique et archéologique de l’Orne, octobre 1936, p. 177-182 [lire en ligne].
- Paul Lacroix, « Charles Nodier et Jean Debry », Bulletin du bibliophile,‎ 1864, p. 861-884 (lire en ligne [PDF]).
- Paul Lacroix, « Charles Nodier et le libraire Salvi », Bulletin du bibliophile,‎ 1862, p. 1197-1206 (lire en ligne [PDF]).
- Paul Lacroix, « Charles Nodier et le romantique : lettres, fragments et vers inédits », Bulletin du bibliophile,‎ 1862, p. 1123-1137 (lire en ligne [PDF]).
- Paul Lacroix, « Charles Nodier philologue et grammairien », Bulletin du bibliophile,‎ 1862, p. 1319-1334 (lire en ligne [PDF]).
- Paul Lacroix, « Charles Nodier rédacteur de La Décade philosophique », Bulletin du bibliophile,‎ 1864, p. 1169-1190, article no 1 (lire en ligne [PDF]).
- Paul Lacroix, « Charles Nodier rédacteur de La Décade philosophique », Bulletin du bibliophile,‎ 1865, p. 145-171, article no 2 (lire en ligne [PDF]).
- Paul Lacroix, « Charles Nodier rédacteur de La Foudre », Bulletin du bibliophile,‎ 1863, p. 209-223 (lire en ligne [PDF]).
- Paul Lacroix, « Rabelais et son livre jugés par Charles Nodier », Bulletin du bibliophile,‎ 1863, p. 531-540 (lire en ligne [PDF]).
- Paul Lacroix, « Recherches sur la vie littéraire de Charles Nodier », Bulletin du bibliophile,‎ 1868, p. 23-35, article no 1 (lire en ligne [PDF]).
- Paul Lacroix, « Recherches sur la vie littéraire de Charles Nodier », Bulletin du bibliophile,‎ 1868, p. 85-100, article no 2 (lire en ligne [PDF]).
- Albert de La Fizelière, « La Première production imprimée de Charles Nodier », Bulletin du bibliophile,‎ 1866, p. 426-432 (lire en ligne [PDF]).
- Vincent Laisney, L’Arsenal romantique : le salon de Charles Nodier, 1824-1834, Paris, Éd. H. Champion, coll. « Romantisme et modernités » (no 49), 2002, XIII-838 p., in-8° (ISBN 2-7453-0562-X). — Bibliogr., index. — D’après la thèse de doctorat en littérature française soutenue par l’auteur à Paris 3 (sous la direction de Philippe Bertier), en 1999. Le texte édité en 2002 a été remanié.
- Eugène Lambert, « Charles Nodier et sa correspondance », Annales de la Société académique de Nantes et du département de la Loire-Inférieure, vol. 4 de la 5e série,‎ 1877, p. 61-87 (lire en ligne [PDF]).
- Léon de Lanzac de Laborie, « Les Gasconnades d’un Franc-Comtois ou la Véracité de Charles Nodier », La Revue hebdomadaire,‎ 5 juin 1920, p. 3-20 (lire en ligne [PDF]).
- Jean Larat, Bibliographie critique des œuvres de Charles Nodier, suivie de documents inédits, Paris, É. Champion, coll. « Bibliothèque de la Revue de littérature comparée » (no 10), 1923, 145 p., grd in-8° (lire en ligne [PDF]).
- Jean Larat, « Charles Nodier en Alsace », L'Alsace française, no 46,‎ 23 novembre 1930, p. 417-422 (lire en ligne [PDF]).
- Jean Larat, « Les Idées de Charles Nodier sur la poésie épique : notes inédites sur son cours de littérature de 1808 », Revue de littérature comparée, vol. 1,‎ 1921, p. 416-419 (lire en ligne [PDF]).
- Jean Larat, La Tradition et l'exotisme dans l’œuvre de Charles Nodier (1780-1844) : étude sur les origines du romantisme français, Paris, É. Champion, coll. « Bibliothèque de la Revue de littérature comparée » (no 9), 1923, IV-VI-452, in-8°. —  Extraits disponibles : [lire en ligne].
- Jean Larat, « Un fragment inédit de Charles Nodier : sa Physiognomonie inspirée de Lavater », Revue de littérature comparée, vol. 1,‎ 1921, p. 285-287 (lire en ligne [PDF]).
- L. H. D. J., « Quelques réflexions sur le plan total de la Création et sur la palingénésie humaine de M. Nodier », Annales de philosophie chrétienne, vol. 7,‎ 1833, p. 48-66 (lire en ligne [PDF]).
- Hans Peter Lund, Charles Nodier, 1780-1844 : note sur sa critique du siècle, Copenhague, Romansk Institut, coll. « Romansk instituts duplikerede smaskrifter » (no 35), 1975, 24 p., in-8°.
- Antoine Magnin (préf. Eugène-Louis Bouvier), Charles Nodier naturaliste : ses œuvres d’histoire naturelle publiées et inédites, Paris, Éd. A. Hermann et fils, 1911, X-347 p., in-8° (lire en ligne [PDF]). — Extrait des Mémoires de la Société d’émulation du Doubs (vol. IV, 1909, p. 411-506, et vol. V, 1910, p. 17-134 et p. 454) et du Bulletin de la Société d’histoire naturelle du Doubs (no 20, 1911). — L’auteur a publié un supplément : « Charles Nodier naturaliste : renseignements complémentaires », Mémoires de la Société d’émulation du Doubs, 8e série, vol. VII,‎ 1912, p. 300-307 (lire en ligne [PDF]). — Peut être complété par : Hippolyte Duval, Charles Nodier naturaliste… d’après l’ouvrage du Dr Antoine Magnin, Lyon, Éd. A. Rey, 1911, 4 p., in-8°.
- Rudolf Maixner (préf. Marcel Bataillon), Charles Nodier et l’Illyrie, Paris, Éd. Didier, coll. « Études de littérature étrangère et comparée » (no 37), 1960, 132 p., in-8°. — Court extrait sur Gallica : [lire en ligne].
- Abel Monnot, La Slovénie et Charles Nodier, Besançon, Impr. Jacques et Demontrond, ca 1924, 17 p., in-8°. — Rééd. dans : Études comtoises (du même auteur), Besançon, Impr. de l’Est, 1946, p. 51-69.
- Raymond Mordehay Setbon (sous la dir. de Pierre Reboul), Charles Nodier, critique littéraire, Lille, Université Lille-III (thèse de 3e cycle), 1973, 261 p., grd in-8°. * André Pavie, « Le Salon de l’Arsenal : Marie Mennessier-Nodier », Le Correspondant, vol. 233,‎ 1908, p. 562-573 (lire en ligne [PDF]).
- François Pérennès, « Éloge de Charles Nodier », dans Les Noviciats littéraires ou Coup d’œil historique sur la condition des hommes de lettres en France depuis environ cinquante ans, Paris, Comptoir des imprimeurs unis, 1847, XII-295 p., in-8° (lire en ligne [PDF]), p. 1-69.
- Michel Picard, Nodier, La Fée aux miettes : « Loup y es-tu ? », Paris, Presses universitaires de France, coll. « Le Texte rêve », 1992, 126 p., 18 cm (ISBN 2-13-044699-X). — Court extrait disponible sur Gallica : [lire en ligne].
- Léonce Pingaud (pseud. Pierre Philibert), Jean de Bry : ses relations avec Charles Nodier et Charles Weiss, Besançon, Impr. de Dodivers, 1887, 35 p., in-8°. — Extrait des Mémoires de la Société d’émulation du Doubs, 9 mai 1886 [lire en ligne].
- Léonce Pingaud (pseud. Pierre Philibert), La Jeunesse de Charles Nodier : les Philadelphes, Besançon, Impr. de Dodivers, 1914, 280 p., in-8°.
- Léonce Pingaud (pseud. Pierre Philibert), « Le « Moi » romantique de Charles Nodier, d’après de récents documents », Revue d'histoire littéraire de la France,‎ 1918, p. 185-200 (lire en ligne [PDF]).
- Léonce Pingaud (pseud. Pierre Philibert), Le Père de Charles Nodier, Besançon, 1919, 22 p., in-8°. — Extrait de : l’Académie des sciences, belles-lettres et arts de Besançon : procès-verbaux et mémoires, no 16, 1915-1918. Concerne Antoine-Melchior Nodier.
- Adolphe-André Porée, Note sur Auguste Le Prévost et Charles Nodier, Rouen, Impr. de Léon Gy, 1903, 13 p., in-8° (lire en ligne [PDF]).
- Gaston Portevin, « Charles Nodier, entomologiste », La Terre et La Vie, Revue d'Histoire naturelle, t. 4, n. 6, 1934, p. 370. ( lire en ligne  )
- Henri Pourrat, « Charles Nodier ou le régionalisme par sentiment », L'Alsace française, no 39,‎ 27 septembre 1924, p. 925-928, article no 1 (lire en ligne [PDF]).
- Henri Pourrat, « Charles Nodier ou le régionalisme par sentiment », L'Alsace française, no 40,‎ 4 octobre 1924, p. 949-952, article no 2 (lire en ligne [PDF]).
- P. P. M., « Examen de la théorie de l’origine des langues de M. Ch. Nodier », Annales de philosophie chrétienne, vol. 8,‎ 1834, p. 92-112 (lire en ligne [PDF]).
- « Le Premier chapitre du roman de Charles Nodier », Revue étrangère de la littérature, des sciences et des arts, vol. 60,‎ 1846, p. 535-548 (lire en ligne [PDF]). — Anonyme.
- Brian G. Rogers, Charles Nodier et la tentation de la folie, Genève, Éd. Slatkine, 1985, 102 p., in-8° (ISBN 2-05-100673-3).
- Brian Rodgers, « Charles Nodier, lecteur de Madame de Staël », Cahiers staëliens, nos 29-30,‎ 1981, p. 63-76 (lire en ligne [PDF]).
- Michel Salomon, Charles Nodier et le groupe romantique : d’après des documents inédits, Paris, Éd. Perrin, 1908, XII-314 p., in-16 (lire en ligne [PDF]).
- Eunice Morgan Schenck, La Part de Charles Nodier dans la formation des idées romantiques de Victor Hugo jusqu’à la Préface de Cromwell, Paris, Éd. H. Champion, coll. « Monographies de Bryn Mawr College » (no XVI), 1914, XII-149 p., in-8° (lire en ligne [PDF]).
- Léon Séché, « Le Salon de l’Arsenal », dans Études d’histoire romantique : le Cénacle de la Muse française, 1823-1827 (documents inédits), Paris, Éd. Mercure de France, 1908, XV-409 p., in-8° (lire en ligne [PDF]), p. 223-303.
- Charles-Émilien Thuriet, Francis Wey et Charles Nodier (causerie), Besançon, Impr. de Dodivers, 1897, 30 p., in-16.
- Édouard Turquety, « Une causerie de Charles Nodier », Bulletin du bibliophile,‎ 1866, p. 161-173 (lire en ligne [PDF]).
- Camille Vacavant, « Charles Nodier en Picardie », Bulletin de la Société d’émulation historique et littéraire d’Abbeville, vol. 23, no 2,‎ 1973, p. 302-314 (lire en ligne [PDF]).
- Pierre de Vaissière, Charles Nodier conspirateur, Paris, Impr. de Soye et fils, 1896, 23 p., in-8°. — Extrait du Correspondant, vol. 185, 1896 [lire en ligne], p. 283-303.
- Henri de Vaulchier, Charles Nodier et la lexicographie française : 1808-1844, Paris, Éd. du C. N. R. S. et Éd. Didier érudition, coll. « Histoire des dictionnaires français », 1984, 313 p., in-8° (ISBN 2-86460-062-5). — Bibliogr., index.
- Henri de Vaulchier, Charles Nodier, lexicographe, Paris, Université Sorbonne Nouvelle - Paris 3 (thèse de 3e cycle), 1977, CIII-301 p. et XLIV-172, grd in-8°.
- Jean-Pierre Vonarb (sous la dir. d’Andrej Capuder), Charles Nodier sur le sol slovène : diplomsko delo, Ljubljana, Université de Ljubljana (thèse), 2003, 42 p., grd in-8°.
- Charles Weiss (éd. par  Léonce Pingaud), Lettres de Charles Weiss à Charles Nodier, Paris, Éd. H. Champion, 1889, 122 p., in-8° (lire en ligne [PDF]). — Précédemment paru dans le Bulletin de l’Académie de Besançon, 1887.